# Salpetererunruhen
Die Salpeterer-Unruhen waren mehrere Bauernaufstände, die sich im Hotzenwald des 18. und 19. Jahrhunderts ereigneten.

## Vorgeschichte
In der „Grafschaft Hauenstein“, einem Verwaltungsbezirk des ehemaligen Vorderösterreich, gab es Anfang des 18. Jahrhunderts eine Besonderheit in den absolutistisch regierten deutschen Staaten. Hier hatte sich eine Schicht „freier“ Bauern erhalten, die sich direkt und ausschließlich dem habsburgischen Kaiserhaus zugehörig wussten.
Außerdem gab es seit dem Mittelalter eine bäuerliche Selbstverwaltung auf dem „Wald“, wie damals der südliche Schwarzwald kurz genannt wurde. In acht Einungen hatten zum Beispiel alle männlichen Einwohner das Recht, ihre Vertreter, die „Einungsmeister“, selbst zu wählen, und diese wiederum besaßen eigene Rechte und Pflichten. Ihr „Redmann“, das war der jeweils gewählte Sprecher der Einungsmeister, saß sogar als Vertreter der Hauensteiner Einungen bzw. der „Landschaft“ neben den Städten und dem Adel mit Sitz und Stimme bei den Breisgauer Ständen in Freiburg. Die direkte Unterstellung unter das Kaiserhaus, das im Verwaltungsbezirk Grafschaft Hauenstein durch den in Waldshut ansässigen Waldvogt vor Ort vertreten war, und die Einungsverfassung waren die zentralen Inhalte der Freiheit, für deren ungeschmälerten Erhalt sich die Bauern einsetzten. Sowohl die Herausbildung dieser Freiheiten als auch deren Ausgestaltung hatte mit jenen Freiheiten, die die Stedinger an der Unterweser (im dreizehnten Jahrhundert), die Friesen oder die Dithmarschen (im sechzehnten Jahrhundert) in harten Kämpfen verteidigten und dabei ganz oder teilweise verloren, wenig zu tun. Dennoch sind die Freiheiten von niedersächsischen, bayerischen und der schwäbisch-alemannischen Bauern im Südschwarzwald und in den Alpenregionen vergleichbar, wenn daran erinnert wird, dass sie diese von den jeweiligen Landesherren für besondere Leistungen erhielten: für Land, das dem Meer oder dem Wald abgerungen wurde, oder Freiheiten, die sie sich bewahrten, weil sie in den unwirtlichen Alpentälern siedelten und Alpenübergänge ermöglichen halfen. Auch für die freien Bauern und die bäuerliche Selbstverwaltung in der südwestlichen Schwarzwaldregion sind die Freiheiten, die sie sich bis ins achtzehnte Jahrhundert hinein bewahrten, als Dank für Rodungsleistungen aus dem zwölften und dreizehnten Jahrhundert zu betrachten.
Görwihl war Hauptort der Einungen. Hier fanden vor dem Gasthaus „Adler“ die alljährlichen Einungsmeisterwahlen statt. Alle Einwohner waren auf diese Einungsverfassung stolz.
Parallel hierzu hatten im Verlaufe von Jahrhunderten in der Grafschaft die Mönche des Klosters St. Blasien in ihrem Zuständigkeitsbereich, dem „Zwing und Bann“, Bauern angesiedelt, die als Leibeigene das Land urbar machten. Das Kloster St. Blasien war von Generation zu Generation ein immer mächtigerer Grundherr geworden und hatte Leibeigenschaft und Hörigkeit in die Regionen der freien Bauernschaft u. a. um Görwihl, Hochsal oder Birndorf ausgedehnt. Klosterherrschaft einerseits und Einungswesen sowie freie Bauernschaft andererseits waren Konfliktpotenziale, die immer wieder zu hitzigen Auseinandersetzungen führten. So nahm der Bauernkrieg in dieser Region seinen Ausgang und fand in Kunz Jehle von Niedermühle einen seiner herausragenden Führer.

## Salpetererunruhen im 18. Jahrhundert
Auch am Anfang des achtzehnten Jahrhunderts regte sich Widerstand. Einer, der Gefahren für Freiheit und Verfassung heraufziehen sah, war der Bauer und Salpetersieder Johann Albiez (Salpeterer-Hans genannt) aus Buch. Der damals schon über Siebzigjährige genoss großes Ansehen im Wald. Seine Agitation gegen das Kloster und für die „alten Rechte und Freiheiten“ fand Gehör. Und als im Mai 1727 die Bewohner der Grafschaft einem neuen Abt, Franz II. Schächtelin, ein Treuegelöbnis ablegen sollten, verweigerten sie die „Huldigung“. Die Verweigerung der Huldigungsleistung gegenüber einer Obrigkeit aber galt als Aufstand. Es wurde Militär auf den Wald geschickt und in die Bauernhöfe einquartiert, so dass der Widerstand gegen die Huldigungsleistung rasch zusammenbrach. Der Salpeterer-Hans saß währenddessen in Freiburg im Breisgau, dem damaligen vorderösterreichischen Regierungssitz, im Gasthaus „Bären“ in Arrest. Dort starb er im September 1727.
Andere Bauern, wie Johannes Thoma oder Josef Meyer übernahmen die Führung der Salpeterer, wie sie nun genannt wurden, und sorgten dafür, dass das Misstrauen gegen das Kloster und seine Bestrebungen, aber auch gegenüber den anderen Obrigkeiten nicht einschlief. Unter der Bauernschaft selbst bildeten sich Gruppen für und gegen die salpeterischen Bestrebungen und verschärften die Situation. Die den Salpeterern gegenüberstehenden Bauern nannte man nach den Namen der Anführer die „Tröndlinschen“ oder auch die „Ruhigen“. Die „Salpetererkriege“, wie sie hier und da auch genannt wurden, fanden darum auch überwiegend zwischen den gegnerischen Bauerngruppen statt – also jenen, die gegen den Ausverkauf alter Rechte und Freiheiten unüberhörbar Widerstand leisteten und den anderen, die zwar dasselbe wollten, aber andere „ruhige“ Wege beschreiten wollten, wie zum Beispiel sich frei zu kaufen.
Als aber das Kloster sich 1738 entschloss, in den von den Einungen betriebenen Freikauf aller Bauern in den Einungsbezirken einzuwilligen und eine Volksabstimmung eine Mehrheit für den Loskauf erbrachte, wollten die salpeterisch gesinnten Einungsgenossen nicht zahlen, als der Zahlungstermin heranrückte. Es kam sogar zu einem Treffen zwischen einem Bauernaufgebot der Unruhigen auf der einen und Militär auf der anderen Seite im Mai 1739 bei Etzwihl. Schüsse trieben die Bauern in die Flucht. Dieser zweite Salpetereraufstand endete mit Todesurteilen gegen einige Anführer. 1745 kam es zu zwei weiteren Unruheperioden. Im Frühling gab es sogar für zwei Wochen eine „Salpetererregierung“ in der Grafschaft, und im Herbst versuchten die Salpeterer zweimal, Waldshut zu stürmen, um dort einige inhaftierte Gesinnungsgenossen zu befreien. Diese Belagerung und versuchte Erstürmung von Waldshut und in diesem Zusammenhang stattfindende große nächtliche Schlägereien zwischen „Unruhigen“ und „Ruhigen“ oberhalb Schmitzingen bildeten einen vorläufigen Schlusspunkt der Salpetererunruhen. Es gärte aber „auf dem Wald“ noch einige Jahre weiter. Erst mit der Deportation aller führenden Salpetererfamilien ins Banat (z. B. Freidorf, Karansebesch, Lugosch, Neubeschenowa, Neupetsch, Rekasch, Saderlach und Tschakowa)  erloschen die Unruhen zunächst. Sie fanden jedoch im neunzehnten Jahrhundert eine religiös legitimierte und stark veränderte Neuauflage.

## Salpeterer des neunzehnten Jahrhunderts
Auch diese neue widerständige Bewegung, deren Vertreter sich durchaus in der Tradition der ursprünglichen Salpeterer sahen, machte den Behörden zu schaffen. Inzwischen war dieser südliche Teil des Schwarzwaldes, die ehemalige „Grafschaft Hauenstein“, wie auch andere Teile Vorderösterreichs im Zuge des Wiener Kongresses 1815 an das neue Großherzogtum Baden gefallen. Die bis dahin katholischen Gebiete standen unter der Herrschaft eines evangelischen Großherzogs und seiner Verwaltung. Die Bewohner der Grafschaft, die am althergebrachten Kaiserhaus Habsburg hingen und sich mit ihm identifizierten, betrachteten die neue Regierung mit großem Misstrauen.
Die vielen Veränderungen, die der Wechsel der Zugehörigkeit mit sich brachte und die parallel liefen mit Veränderungen in Wirtschaft und Kultur, schufen Unruhe und provozierten Widerstand. Im neunzehnten Jahrhundert beschränkten sich die neuen „Salpeterer“ auf passive Formen des Widerstandes, wenn sie sich weigerten, ihre Kinder in die Schulen zu „unkatholischen“ Lehrern zu schicken oder nicht mehr in die Kirchen gingen, in denen Priester eines Reformkatholizismus (Wessenbergianismus) predigten. Unbeliebt war auch der Impfzwang. Mit der Zeit bröckelte dieser Widerstand. Nur ein harter Kern blieb übrig. Das waren auch damals die „Fundamentalisten“. Sie bildeten mit den Jahren eine Vereinigung heraus, die erst im zwanzigsten Jahrhundert allmählich erlosch.

## Gemeinsamkeiten
Wenn man beide widerständige Bewegungen auf ihre Gemeinsamkeiten prüft, dann besteht die größte Übereinstimmung darin, dass sich hier Personen beziehungsweise Personengruppen dagegen wehrten, dass sie von einer Obrigkeit gezwungen wurden, etwas zu tun oder zu lassen, was sie nicht wollten, weil es nach ihrer Überzeugung gegen Brauch und Herkommen war. Widerstands- und Protestbewegungen, die an überkommenen Verfassungen nichts geändert sehen möchten – ganz gleich ob es sich um politische, wirtschaftliche, kulturelle oder andere, das Alltagsleben berührende Gegebenheiten handelt – haben in Deutschland eine lange Tradition. Aber auch revolutionäre Bewegungen gab es, also Bestrebungen, die vorhandene politische und wirtschaftliche Machtverhältnisse abschaffen und erneuern wollten. Nur sehr selten führten sie zum Siege. Es unterlagen bis in die Gegenwart hinein meistens die Widerständigen gegen die staatlichen Gewalten, die das Militär zu ihrer Verfügung und die Gesetze auf ihrer Seite hatten und einsetzten.
Noch eine Anmerkung: Die Salpetererunruhen waren keineswegs eine „revolutionäre“ Bewegung. Sie lassen sich aber mit Fug und Recht einordnen in eine Geschichte der „Widerstandsbewegungen“.

## Rezeption
In Görwihl erinnert im Heimatmuseum Görwihl eine Salpetersiederei an ein altes Handwerk und die widerständigen Bauern.
Der Text des Buches „Die Salpetererunruhen im Hotzenwald“  (Dachsberg 1993) von Joachim Rumpf aus Görwihl entstand aus einer wissenschaftlichen Hausarbeit, die 1968 für eine Lehramtsprüfung bei Wolfgang Hug geschrieben wurde. Vom selben Autor stammt eine ausführliche Analyse der Rezeption der Salpetererunruhen in der Zeitschrift Vom Jura zum Schwarzwald, der Fricktalisch-Badischen Vereinigung für Heimatkunde, 83. Jg. Laufenburg 2009, S. 19–78.
Eine gründliche Analyse der Verfassung der vorderösterreichischen Grafschaft Hauenstein und den Vergleich mit der Entwicklung der Verfassungen der Gründungsorte der Eidgenossenschaft und den Bestrebungen genossenschaftlicher Selbstverwaltung in Vorderösterreich erarbeitete Martin Andreas Kistler aus Dogern, die 2005 als Dissertation von der Juristischen Fakultät der Universität Basel angenommen wurde.
Im Jahre 2007 verfasste Stefan Baumgartner aus Freiburg eine Schrift „Zwischen Tradition und Revolution. Das Problem der „Freiheit“ und „Herrschaft“ in der Verfassungsgeschichte der Grafschaft Hauenstein im Kontext der „Salpeterer-Unruhen“ des 18. Jahrhunderts“, im Historischen Seminar Universität Freiburg i. Breisgau bei Herrn Prof. Dr. Neutatz.
Weiterhin forschten in früheren Jahren David M. Luebke an der University of Oregon in den USA und Tobias Kies an der Universität Bielefeld über die Salpeterer. Dass sich aber nicht nur Wissenschaftler für die Salpeterer interessieren, das zeigen uns die Bemühungen von Heimatkunde und Brauchtumspflege, die aus gegebenen Anlässen Salpeterer in Szene setzen. Auch Straßennamen, Gedenksteine, Gaststättennamen und Fastnachts- und Musikvereine erinnern mit Namen und Aktivitäten an diese widerständige Bauernbewegung im Hotzenwald.
Es sind außerdem Romane und Schauspiele über die Salpeterer geschrieben worden. In den Jahren 2004 und 2005 zum Beispiel wurde auf der Freilichtbühne am Klausenhof in Herrischried „Der Salpetererhans“ von dem Mundartdichter Markus Manfred Jung mit großem Erfolg aufgeführt. Im Sommer 2005 kam ein Spiel um den Salpetererhans auch auf der Freilichtbühne des Gasthauses Engel in Buch zur Uraufführung. Dieses, in mehreren Aufführungen stets ausverkaufte Schauspiel, das von der Dichterin Christa Kapfer aus Steinen im Wiesental geschrieben und von einer großen Zahl engagierter Bürger aus Buch gespielt wurde, trug – nach Ansicht der örtlichen Presse – viel zum Verständnis der Salpeterergeschichte unter der Bevölkerung bei. Auch 2006 wurde anlässlich der Waldshuter Chilbi in einem Heimatspiel der Salpeterer gedacht.
Bereits Ende des 19. Jahrhunderts hatte Arthur Achleitner die Unruhen des 19. Jahrhunderts in zwei Kurzgeschichten verarbeitet, die in der Sammlung Im grünen Tann im Jahr 1897 erschienen. 1910 erschien von Hermann Essig das Salpeterer-Schauspiel Der Held vom Wald erst im Selbstverlag, 1913 dann bei der Cotta’sche Verlagsbuchhandlung. Für das Drama bekam er ebenfalls 1913 den Kleist-Preis zugesprochen. 1938 hatte Karl Leopold von Möller seinen historischen Roman Die Salpeterer: Ein Freiheitskampf deutscher Bauern verfasst. Darin beschrieb er die emotionalen Folgen der Salpeterer, die wegen ihres Aufbegehrens gegen den St.-Blasier-Fürstbischof in das Banat verbannt wurden.
Gustav Heinemann nannte die Salpeterer in seiner Bremer Rede zur Schaffermahlzeit von 1970 und seiner Rastatter Rede von 1974 als Quelle eines neuen westdeutschen Geschichts- und Traditionsbewusstseins.